# Saša Radunović
Saša Radunović (in serbo Саша Радуновић?; Titograd, 29 aprile 1964) è un ex cestista jugoslavo con cittadinanza spagnola.

## Palmarès
- Copa del Rey: 2

Baskonia: 1995
Valencia: 1998
- YUBA liga: 1

Budućnost: 1998-99